# Lonesome Luke Loses Patients
Lonesome Luke Loses Patients (conosciuto anche come Luke in Love, Lute and Pleasure) è un cortometraggio muto del 1917 con Harold Lloyd. Il nome del regista non viene riportato nei credit, mentre appare quello di Hal Roach come produttore.

## Trama
Luke gestisce una casa di cura. Il personale, naturalmente, è composto da un gruppo di attraenti infermiere.

## Produzione
Il film fu prodotto da Hal Roach per la Rolin Films.

## Distribuzione
Distribuito dalla Pathé Exchange, il film - un cortometraggio in due bobine - uscì nelle sale cinematografiche USA il 16 settembre 1917.